# Mount Oliver
Mount Oliver és una població dels Estats Units a l'estat de Pennsilvània. Segons el cens del 2000 tenia 3.970 habitants.

## Demografia
Segons el cens del 2000, Mount Oliver tenia 3.970 habitants, 1.681 habitatges, i 983 famílies. La densitat de població era de 4.508,3 habitants/km².
Dels 1.681 habitatges en un 28,2% hi vivien nens de menys de 18 anys, en un 33,8% hi vivien parelles casades, en un 18,3% dones solteres, i en un 41,5% no eren unitats familiars. En el 34% dels habitatges hi vivien persones soles el 12,4% de les quals corresponia a persones de 65 anys o més que vivien soles. El nombre mitjà de persones vivint en cada habitatge era de 2,36 i el nombre mitjà de persones que vivien en cada família era de 3,04.
Per edats la població es repartia de la següent manera: un 24% tenia menys de 18 anys, un 10% entre 18 i 24, un 30% entre 25 i 44, un 21,9% de 45 a 60 i un 14,1% 65 anys o més.
L'edat mediana era de 36 anys. Per cada 100 dones de 18 o més anys hi havia 85,8 homes.
La renda mediana per habitatge era de 27.990 $ i la renda mediana per família de 32.388 $. Els homes tenien una renda mediana de 30.394 $ mentre que les dones 25.255 $. La renda per capita de la població era de 15.104 $. Entorn del 14,7% de les famílies i el 19,3% de la població estaven per davall del llindar de pobresa.

## Poblacions properes
El següent diagrama mostra les poblacions més properes.